# Prisión de La Santé

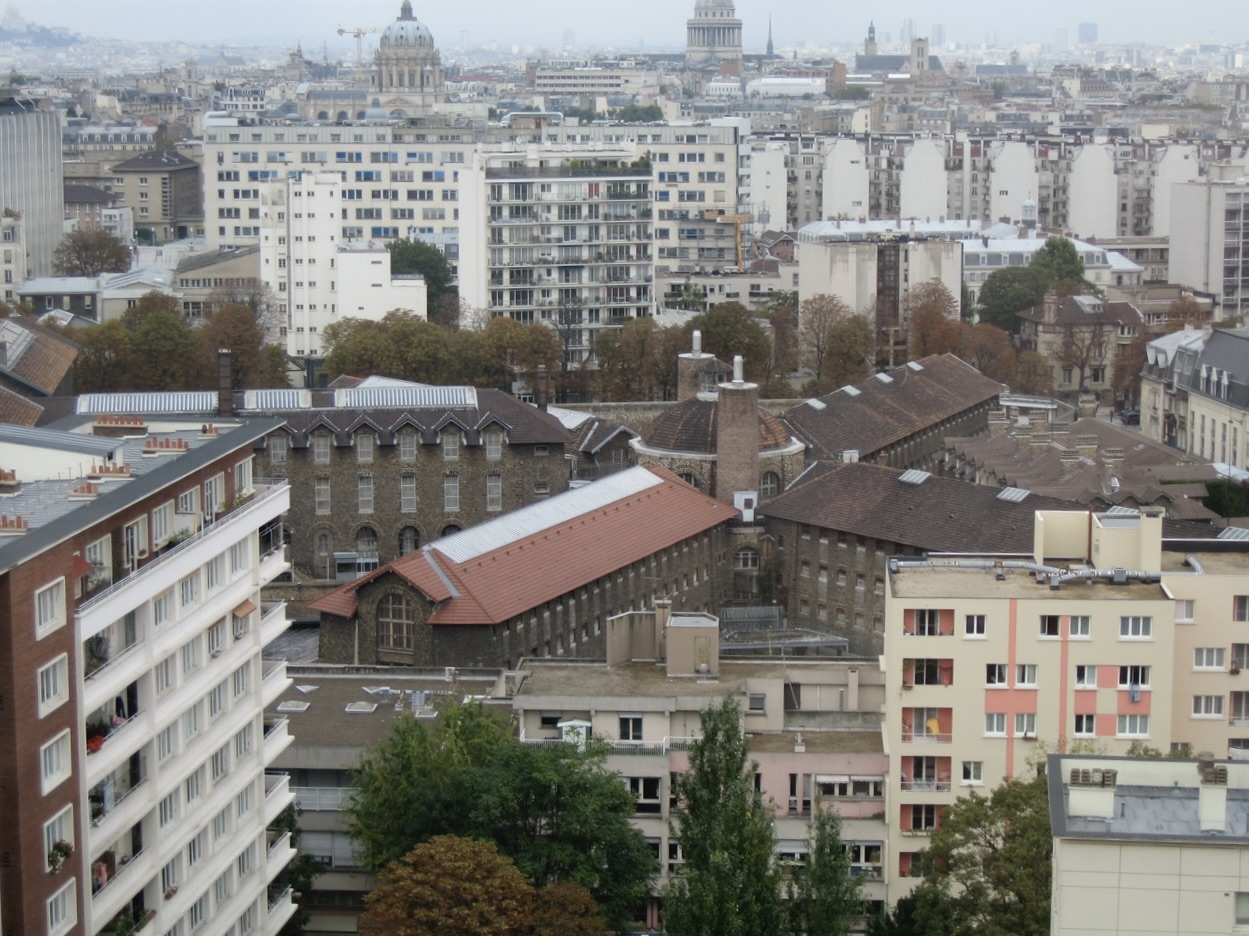
Prisión de La Santé (centro)

La prisión de La Santé (del francés: Maison d'arrêt de la Santé) o Paris - La Santé es una prisión administrada por el Ministerio de Justicia situada en el 14 arrondissement de París de París, Francia. Es una de la más famosas prisiones en Francia, con alas para prisioneros VIP y de máxima seguridad.
La Santé es una de las tres principales prisiones del área de París, y es la única de París intramuros; la Prisión de Fleury-Mérogis, la cárcel más grande de Europa y la Prisión de Fresnes, localizadas en los suburbios del sur, son las otras dos.

## Historia
Fue diseñada por el arquitecto Joseph Auguste Émile Vaudremer. Su construcción se inició en 1861 y fue inaugurada el 20 de agosto de 1867. Construida en el sitio de un antiguo «marché aux Charbons» (mercado de carbón), remplazó el convento de las Madelonnettes, transformado en prisión durante la Revolución francesa. Antes de ello, en el mismo lugar se levantaba "casa de salud" (en francés: santé significa Salud), construida por orden de Ana de Austria, establecimiento que fue transferido en 1651 a lo que hoy en día es el Centro Hospitalario Sainte-Anne, unas calles al sur de esta cárcel.
Al inicio la cárcel tenía 500 celdas, alcanzando las 1000 en 1900 al cierre de la Cárcel de la Grande Roquette, en el actual 11.º distrito. Las celdas tienen unas dimensiones de: 4 m de largo, 2,5 de ancho y 3 de alto. Llegó a haber hasta 2000 detenidos, repartidos en 14 departamentos.
Durante la Segunda Guerra Mundial, fue usada tanto para encarcelar criminales comunes como para opositores y resistentes a la ocupación alemana. El 14 de julio de 1944, al encontrarse las Fuerzas Aliadas cerca de la ciudad, los prisioneros iniciaron un motín, que fue sofocado con gran brutalidad y pérdida de vidas por la Milicia de Vichy.
Una de sus particularidades es que hasta el año 2000 los detenidos eran distribuidos en el interior de la prisión por origen geográfico y étnico. Una parte de los detenidos (principalmente los que continuaban sus estudios) eran reagrupados en secciones, pero la mayoría de ellos estaban diseminados en 4 bloques:
- bloque A: Europa occidental
- bloque B: África subsahariana
- bloque C: Magreb
- bloque D: resto del mundo.

Actualmente, solamente el bloque A sigue funcionando, los demás han sido cerrados en previsión de próxima reforma y ampliación.
En el año 2000, la jefa médico de la prisión, Veronique Vasseur, publicó un libro en el que relataba las malas condiciones de la prisión: suciedad, insalubridad etc. El libro conmocionó a la opinión pública y motivó la creación de una comisión parlamentaria para el estudio de la situación.

## Prisioneros famosos de La Santé
- Guillaume Apollinaire
- Alén Diviš
- Paul Gorguloff - asesino del Presidente de Francia Paul Doumer
- Jacques Fesch
- Jérôme Kerviel
- Arsène Lupin - personaje de ficción
- Jacques Mesrine
- Conrad Miret i Musté, resistante español de la Segunda Guerra Mundial
- Fantomas - personaje de ficción
- Francesc Macià
- Lluís Companys
- Lucio Urtubia - anarquista
- Ernesto Milà - activista político
- Manuel Noriega -[4]
- Maurice Papon
- Marcel Petiot
- Ilich Ramírez Sánchez, "Carlos", "Chacal".
- Issei Sagawa
- Victor Serge
- Bernard Tapie
- Cheb Mami
- Cor van Hout
- Seth Gueko[5]
- Félicien Kabuga, fugitivo ruandés,incorporado en mayo de 2020.[6]